# Ismail Qasim Naji
Ismail Qasim Naji (in lingua somala: Ismaaciil Qaasim Naaji in arabo إسماعيل قاسم ناجي; ...) è un generale e diplomatico somalo, ambasciatore della Somalia in Yemen, uno dei principali comandanti militari somali emersi nel corso della guerra civile somala.

## Carriera militare

### Governo Nazionale di Transizione
Naji fu un ufficiale superiore dell'esercito somalo già durante la dittatura del generale Siad Barre. Caduto il regime di Barre nel 1991, la Somalia precipitò nell'anarchia, in mancanza di un governo centrale e di strutture istituzionali nazionali.
Il primo tentativo riuscito di creare un nuovo governo somalo fu compiuto nel 2000 con la nascita del Governo Nazionale di Transizione (TNG), che nello stesso anno nominò il generale Naji Comandante in Capo dell'esercito somalo.
All'epoca l'esercito nazionale contava soltanto 2000 unità e dovette fronteggiare l'opposizione armata del Consiglio di Riconciliazione e Restaurazione della Somalia guidato da vari signori della guerra, tra cui Hussein Mohammed Farah e Mohamed Omar Habeb Dhere. L'esercito riuscì nel complesso a difendere il governo, che comunque si rappacificò con il Consiglio nel 2003.

### Governo Federale di Transizione
Nel novembre 2004 il TNG fu sostituito dal Governo Federale di Transizione, da cui il 15 aprile 2005 Naji fu comunque confermato capo dell'esercito.
Nell'ottobre 2005 un rapporto ONU accusò il generale Naji di aver accettato un grosso carico di beni dallo Yemen in violazione dell'embargo ONU sulla vendita di armi alla Somalia. Il carico comprendeva 5000 armi, bombe a mano e mine antiuomo.
Nel novembre 2006 Naji ammise il passaggio di numerosi soldati somali dalla parte dell'Unione delle Corti Islamiche.
, peraltro sconfitta nel dicembre successivo dal resto dell'esercito somalo con l'aiuto dell'Etiopia.

## Carriera diplomatica
Sconfitte le Corti Islamiche, il 10 febbraio 2007 Naji fu sostituito al comando dell'esercito da Abdullahi Ali Omar
. Lo stesso giorno il Primo Ministro Ali Mohammed Ghedi ha nominato Naji ambasciatore in Oman.
Il 15 ottobre 2012 il generale è divenuto ambasciatore in Yemen.